# فويرتيفنتورا
فويرتيفنتورا (بالإنجليزية: Fuerteventura)(بالإسبانية: Fuerteventura [ˌfweɾteβenˈtuɾa])، هي إحدى جزر الكناري الواقعة في المحيط الأطلسي، وهي جغرافيًا جزء من منطقة ماكرونيزيا، وسياسيًا تابعة لإسبانيا. تقع على بُعد 97 كيلومترًا (60 ميلاً) من ساحل شمال إفريقيا. وقد أُعلنت الجزيرة محمية محيط حيوي من قِبل اليونسكو في عام 2009.
تنتمي فويرتيفنتورا إلى مقاطعة لاس بالماس، وهي إحدى المقاطعتين اللتين تشكلان منطقة الحكم الذاتي لجزر الكناري. عاصمة الجزيرة هي بويرتو ديل روساريو، وهي مقر مجلس الجزيرة، أي الحكومة المحلية.
بلغ عدد سكان فويرتيفنتورا 124,152 نسمة حسب إحصائيات عام 2023، مما يجعلها رابع أكثر جزر الكناري سكانًا، والثالثة في مقاطعة لاس بالماس. وتبلغ مساحتها 1,659.74 كيلومترًا مربعًا (640.83 ميلًا مربعًا)، مما يجعلها ثاني أكبر جزيرة في جزر الكناري بعد تينيريفي. ومن الناحية الجيولوجية، تُعد فويرتيفنتورا أقدم جزيرة في الأرخبيل.

## المناخ
يظهر الجدول التالي التغييرات المناخية على مدار السنة لفويرتيفنتورا:
| البيانات المناخية لـفويرتيفنتورا        | البيانات المناخية لـفويرتيفنتورا | البيانات المناخية لـفويرتيفنتورا | البيانات المناخية لـفويرتيفنتورا | البيانات المناخية لـفويرتيفنتورا | البيانات المناخية لـفويرتيفنتورا | البيانات المناخية لـفويرتيفنتورا | البيانات المناخية لـفويرتيفنتورا | البيانات المناخية لـفويرتيفنتورا | البيانات المناخية لـفويرتيفنتورا | البيانات المناخية لـفويرتيفنتورا | البيانات المناخية لـفويرتيفنتورا | البيانات المناخية لـفويرتيفنتورا | البيانات المناخية لـفويرتيفنتورا |
| الشهر                                   | يناير                            | فبراير                           | مارس                             | أبريل                            | مايو                             | يونيو                            | يوليو                            | أغسطس                            | سبتمبر                           | أكتوبر                           | نوفمبر                           | ديسمبر                           | المعدل السنوي                    |
| --------------------------------------- | -------------------------------- | -------------------------------- | -------------------------------- | -------------------------------- | -------------------------------- | -------------------------------- | -------------------------------- | -------------------------------- | -------------------------------- | -------------------------------- | -------------------------------- | -------------------------------- | -------------------------------- |
| الدرجة القصوى °م (°ف)                   | 28.5 (83.3)                      | 30.8 (87.4)                      | 34.0 (93.2)                      | 38.0 (100.4)                     | 36.8 (98.2)                      | 41.6 (106.9)                     | 43.0 (109.4)                     | 41.0 (105.8)                     | 37.9 (100.2)                     | 36.5 (97.7)                      | 34.8 (94.6)                      | 29.5 (85.1)                      | 43.0 (109.4)                     |
| متوسط درجة الحرارة الكبرى °م (°ف)       | 20.6 (69.1)                      | 21.0 (69.8)                      | 22.2 (72.0)                      | 22.9 (73.2)                      | 24.1 (75.4)                      | 25.8 (78.4)                      | 27.3 (81.1)                      | 27.8 (82.0)                      | 27.5 (81.5)                      | 26.1 (79.0)                      | 24.0 (75.2)                      | 22.0 (71.6)                      | 24.3 (75.7)                      |
| المتوسط اليومي °م (°ف)                  | 17.6 (63.7)                      | 17.9 (64.2)                      | 18.9 (66.0)                      | 19.5 (67.1)                      | 20.6 (69.1)                      | 22.5 (72.5)                      | 24.0 (75.2)                      | 24.6 (76.3)                      | 24.4 (75.9)                      | 22.9 (73.2)                      | 20.9 (69.6)                      | 18.9 (66.0)                      | 21.1 (70.0)                      |
| متوسط درجة الحرارة الصغرى °م (°ف)       | 14.7 (58.5)                      | 14.8 (58.6)                      | 15.5 (59.9)                      | 16.0 (60.8)                      | 17.1 (62.8)                      | 19.1 (66.4)                      | 20.8 (69.4)                      | 21.5 (70.7)                      | 21.2 (70.2)                      | 19.8 (67.6)                      | 17.7 (63.9)                      | 15.9 (60.6)                      | 17.8 (64.0)                      |
| أدنى درجة حرارة °م (°ف)                 | 8.0 (46.4)                       | 8.0 (46.4)                       | 8.0 (46.4)                       | 9.5 (49.1)                       | 11.6 (52.9)                      | 13.0 (55.4)                      | 14.0 (57.2)                      | 15.0 (59.0)                      | 15.0 (59.0)                      | 12.0 (53.6)                      | 10.5 (50.9)                      | 9.0 (48.2)                       | 8.0 (46.4)                       |
| معدل هطول الأمطار مم (إنش)              | 14 (0.6)                         | 16 (0.6)                         | 12 (0.5)                         | 5 (0.2)                          | 1 (0.0)                          | 0 (0)                            | 0 (0)                            | 0 (0)                            | 2 (0.1)                          | 8 (0.3)                          | 13 (0.5)                         | 26 (1.0)                         | 97 (3.8)                         |
| متوسط الأيام الممطرة                    | 2.5                              | 2.4                              | 1.9                              | 1.0                              | 0.2                              | 0.0                              | 0.0                              | 0.1                              | 0.5                              | 1.7                              | 2.2                              | 3.2                              | 15.7                             |
| متوسط الرطوبة النسبية (%)               | 68                               | 69                               | 68                               | 65                               | 66                               | 67                               | 69                               | 71                               | 72                               | 73                               | 71                               | 71                               | 69                               |
| ساعات سطوع الشمس الشهرية                | 190                              | 190                              | 233                              | 242                              | 280                              | 285                              | 294                              | 289                              | 246                              | 227                              | 203                              | 186                              | 2٬836                            |
| المصدر: Agencia Estatal de Meteorología |                                  |                                  |                                  |                                  |                                  |                                  |                                  |                                  |                                  |                                  |                                  |                                  |                                  |